# حشره‌خوار بیل
 حشره‌خوار بیل (نام علمی: Crocidura bottegoides) نام یک گونه از سرده حشره‌خوارهای دندان‌سفید است.